# Emirates Ice Hockey League
Die Emirates Ice Hockey League ist die höchste Eishockeyliga in den Vereinigten Arabischen Emiraten. 

## Geschichte
Die Emirates Ice Hockey League wurde 2009 gegründet. Sie ist Bedingung für die Teilnahme der Vereinigten Arabischen Emirate am Weltmeisterschaftsprogramm der Internationalen Eishockey-Föderation IIHF.

## Teilnehmer 2024/25
- Abu Dhabi Shaheen Falcons
- Abu Dhabi Storms
- al-’Ain Theebs
- Dubai Mighty Camels
- HC Galaxy Warriors
- Dubai White Bears

## Bisherige Titelträger
- 2010: al-’Ain Vipers
- 2011: Abu Dhabi Storms
- 2012: Dubai Mighty Camels
- 2013: Dubai Mighty Camels
- 2014: Abu Dhabi Storms
- 2015: Dubai Oilers
- 2016: Dubai Mighty Camels
- 2017: Dubai White Bears
- 2019: Abu Dhabi Storms
- 2020: al-’Ain Theebs
- 2022: al-’Ain Theebs
- 2023: Dubai White Bears
- 2024: Dubai White Bears
- 2025: Abu Dhabi Shaheen Falcons

Die al-’Ain Vipers benannten sich von 2013 bis 2015 in Dubai Oilers und 2016 in Dubai Vipers um.

## Frühere Meisterschaften
- 2001/2002: Al Wahdah Abu Dhabi[2]